# Wasino (rejon kiczmiengsko-gorodiecki)
Wasino (ros. Васино) – wieś w Rosji, w rejonie kiczmiengsko-gorodieckim obwodu wołogodzkiego. W 2010 r. liczyła 8 mieszkańców.